# Limenitis lorquini
Limenitis lorquini je motýl z čeledi babočkovitých. Motýl je pojmenován po Pierre Joseph Michel Lorquinu, francouzském přírodovědci, který přicestoval do Kalifornie z Francie během zlaté horečky a učinil důležité objevy o tamější přírodě a terénu.

## Popis

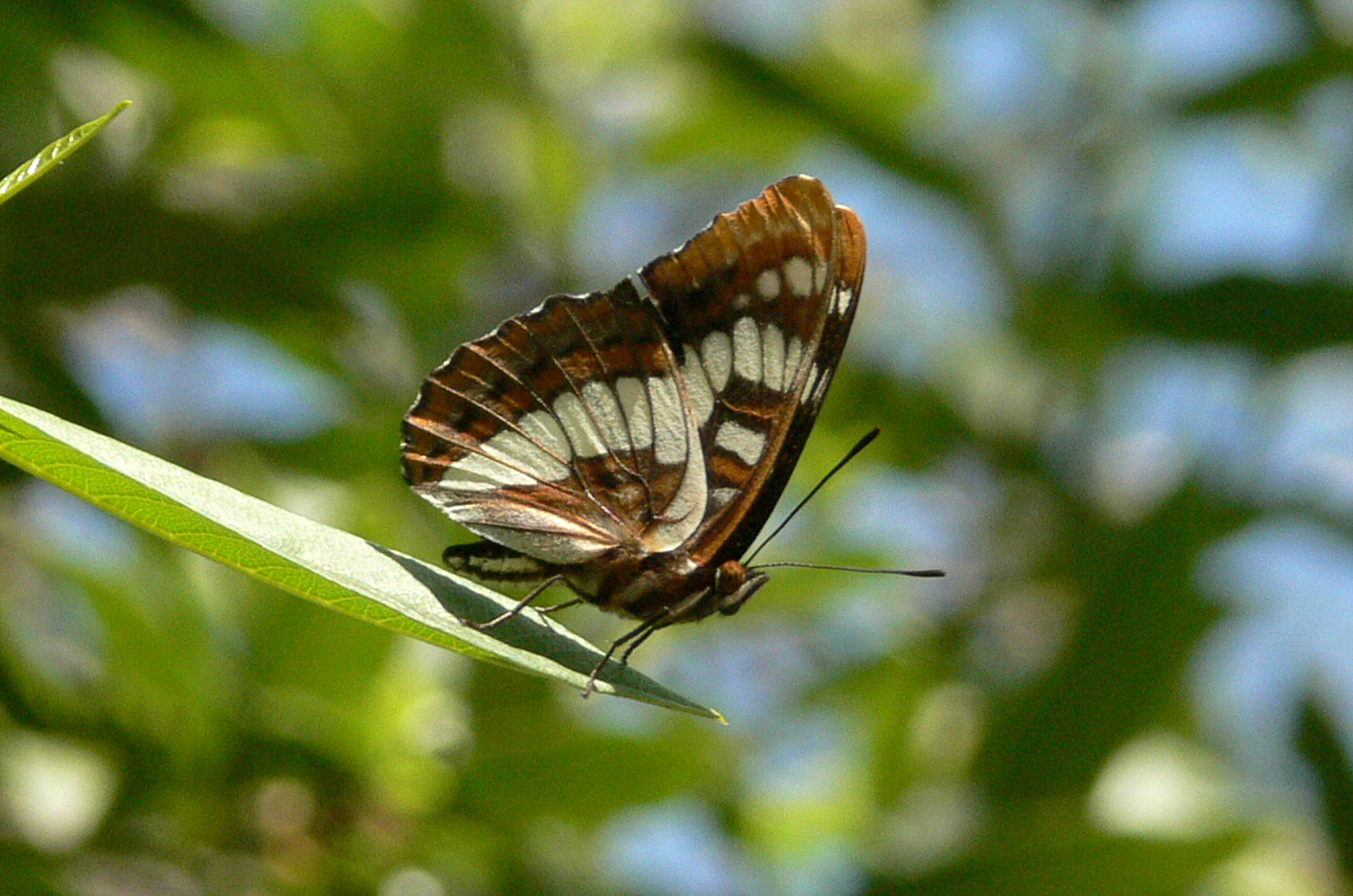
Spodní strana křídel

Motýl Limenitis lorquini má tmavě hnědá až černá křídla, každé s řadou výrazných bílých skvrn, na horních okrajích jsou oranžově zbarvená. Rozpětí křídel se pohybuje v rozmezí 47 až 71 mm. Samice jsou obecně větší než samci.

## Rozšíření
Limenitis lorquini lze většinou nalézt v západní Montaně a Idahu. Známé oblasti zahrnují jižní Britskou Kolumbii (včetně ostrova Vancouver), jihozápadní Saskatchewan a jihozápadní Albertu. Motýl žije většinou na okrajích lesů, v horských kaňonech, parcích, březích potoků a sadech. Obvykle se živí na rostlinách jako např. Aesculus californica nebo na rostlinách rodu Eriodictyon. Jsou extrémně teritoriální a zaútočí na všechny vetřelce jejich stanovišť včetně velkých ptáků.

## Larva
Larvy jsou obvykle žluté s bílou skvrnou na zádech. Vejce kladou blízko nebo přímo na špičky listů. Mezi běžné stromy, kterými se larvy živí, patří rody vrba a topol a řada stromů v sadech, včetně třešní, jabloní a švestek.